# Панкаланбару
Панкаланбару — район в Индонезии, в провинции Банка-Белитунг, в округе Центральная Банка. Население — 40 399 чел. (2010).

## География и климат
Панкаланбару расположен в центральной части острова Банка, недалеко от города Панкалпинанг.
Климат в Панкаланбару очень тёплый и влажный.

## Административное деление и население
В состав кечаматана (района) входит ряд населённых пунктов:
- Дул[индон.]
- Танджунгунун[индон.]
- Бентен[индон.]
- Айр-Месу[индон.]
- Восточный Айр-Месу[индон.]
- Белулук[индон.]
- Джерук[индон.]
- Пединдан[индон.]
- Манкол[индон.]
- Паданбару[индон.]
- Кебинтик[индон.]
- Бату-Белубан[индон.]

Общая численность населения Панкаланбару составляет 40 399 человек. Темпы прироста населения в районе самые высокие в о́круге.

## Экономика
Основным занятием местных жителей является сельское хозяйство. Также активно развивается туризм. Туристов привлекают пляжи, море и отличная экология. В Пакаланбару построено несколько отелей. Действует программа по стимулированию деловой активности и привлечению инвесторов.